# 東京を中心とする地域の定義一覧
東京を中心とする地域の定義一覧（とうきょうをちゅうしんとするちいきのていぎいちらん）では、東京の都市圏の範囲として、様々な都市計画や統計等で規定されている各種の定義を示す。

## 経済的定義
東京の都市圏の範囲として、都市圏の広がりとともに様々な都市計画や統計等で規定されている各種の定義を下記に示す。

### 関東大都市圏
国勢調査や住宅・土地統計調査の結果で用いられる統計上の地域区分の1つ。
「大都市圏」は1960年の国勢調査で初めて設定され、1975年の国勢調査以来の定義は、東京都特別区部及び政令指定都市からなる「中心市」と、中心市への15歳以上通勤・通学者数が常住人口に占める割合が1.5％以上かつ中心市と連接している市町村、及びこれらの市町村に囲まれている市町村からなる「周辺市町村」とを併せた地域である。
中心市どうしが互いに近接している場合にはこれらを統合して1つの大都市圏として扱うため、東京周辺の大都市圏の中心市は、1975年～1990年の国勢調査においては東京特別区部・横浜市・川崎市であり、1995年国勢調査以降はこれに千葉市が、2005年国勢調査以降はさいたま市が、2010年国勢調査以降は相模原市が加わった。
これに伴い、大都市圏の名称も「京浜大都市圏」→「京浜葉大都市圏」→「関東大都市圏」と変遷している。
2015年国勢調査による関東大都市圏は、茨城県・栃木県・群馬県・埼玉県・千葉県・東京都・神奈川県・山梨県・静岡県の1都8県にまたがる23特別区・132市55町5村で構成される。
- 関東大都市圏の人口 : 37,273,866人（2015年）[2]

| 年     | 名称           | 人口 （人） | 面積 (km2) | 人口密度 (人/km2) | 中心市の数 |
| ------ | -------------- | ----------- | ---------- | ----------------- | ---------- |
| 1960年 | 京浜大都市圏   | 16,843,789  |            |                   |            |
| 1965年 | 京浜大都市圏   | 20,485,542  | 9,682      | 2,116             | 3          |
| 1970年 | 京浜大都市圏   | 23,457,133  | 9,867      | 2,378             | 3          |
| 1975年 | 京浜大都市圏   | 26,793,768  | 10,734     | 2,496             | 3          |
| 1980年 | 京浜大都市圏   | 28,644,523  | 10,626     | 2,696             | 3          |
| 1985年 | 京浜大都市圏   | 30,394,532  | 10,851     | 2,801             | 3          |
| 1990年 | 京浜葉大都市圏 | 32,647,473  | 12,933     | 2,524             | 4          |
| 1995年 | 京浜葉大都市圏 | 33,637,175  | 13,565     | 2,480             | 4          |
| 2000年 | 関東大都市圏   | 34,607,069  | 13,759     | 2,515             | 7          |
| 2005年 | 関東大都市圏   | 35,682,460  | 13,572     | 2,629             | 5          |
| 2010年 | 関東大都市圏   | 36,923,193  | 14,034     | 2,631             | 6          |
| 2015年 | 関東大都市圏   | 37,273,866  | 14,034     | 2,656             | 6          |
| 2020年 | 関東大都市圏   | 38,034,418  | 13,560     | 2,804             | 6          |

### 東京都市圏

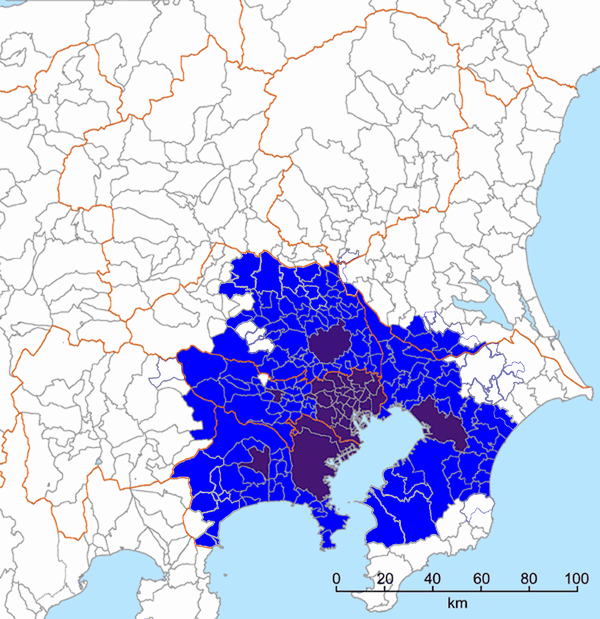
都市雇用圏における東京都市圏(藍色の地域が中心都市)

都市雇用圏による1都3県。都市雇用圏は金本良嗣・徳岡一幸が考案した、雇用を基準とする都市圏の定義。
規定の条件を満たす中心都市（群）への通勤率が10パーセント以上の市町村を（1次）郊外市町村とし、郊外市町村への通勤率が10パーセント以上の市町村を2次以降の郊外市町村とする。都市雇用圏の定義による東京都市圏を構成する市町村として1980年国勢調査の基準では東京都区部、横浜市、川崎市、千葉市、立川市を中心市と定めている。その後、武蔵野市を含む。
2000年代に入ると都市の範囲はさらに郊外市町村へと広がり、2005年国勢調査には埼玉県の旧大宮市と旧浦和市、旧与野市の合併により誕生したさいたま市を、その後、厚木市を中心市として含む。
2015年国勢調査の基準では、東京都区部、横浜市、川崎市、千葉市、立川市と、さらに武蔵野市、さいたま市、厚木市を含む中心市に105市35町3村の郊外市町村を合わせた範囲を東京都市圏とし、人口は35,303,778人である。
詳しい範囲は「都市雇用圏に含まれる市町村」を参照。
- 東京都市圏の人口 : 34,498,979人（2010年）[9]

### 東京圏
- 東京都、埼玉県、千葉県、神奈川県及び茨城県の各一部

多極分散型国土形成促進法による区域。多極分散型国土形成促進法及び関連法令においては、「東京都、埼玉県、千葉県、神奈川県及び茨城県の区域のうち、東京都区部及びこれと社会的経済的に一体である政令で定める広域」を東京圏と定義している。この東京圏に含まれるのは、首都圏整備法上の既成市街地及び近郊整備地帯と、これに加えて同法上の都市開発区域のうち土浦市、つくば市、熊谷市、深谷市などの区域である。

### 首都圏（1都7県）
- 東京都、神奈川県、千葉県、埼玉県、茨城県、栃木県、群馬県及び山梨県

既成市街地及び近郊整備地帯、首都圏整備法による1都7県。首都圏整備法及び関連法令においては、「東京都及びこれと連接する枢要な都市を含む区域のうち、産業及び人口の過度の集中を防止し、かつ、都市の機能の維持及び増進を図る必要がある市街地の区域」を「既成市街地」、「既成市街地」の近郊を「近郊整備地帯」と定義している。この既成市街地及び近郊整備地帯は、国土交通省による地価関連の統計では東京圏と定義されている。また、全く同一の範囲が首都圏と呼ばれている場合もある。

## 距離的定義

### 東京50キロ圏（運輸政策審議会）
- 東京都、神奈川県、千葉県、埼玉県の各一部

運輸大臣の諮問機関である運輸政策審議会は、運輸政策審議会答申第18号において、東京圏における鉄道整備計画を提示している。この計画の対象地域は「東京都心部を中心とするおおむね半径50キロメートルの範囲」であった。なお、運輸政策審議会は2001年に廃止され、現在は交通政策審議会に役割を移管している。

### 東京70キロ圏（国勢調査）
- 東京都、神奈川県、千葉県、埼玉県のほぼ全域と、茨城県の南部、栃木県、群馬県、山梨県の各一部

国勢調査では、東京都千代田区の旧東京都庁舎（現在の東京国際フォーラム）を中心点として幅10キロメートル刻みに同心円状の距離帯を設け、それぞれの距離帯に含まれる市町村を単位として、各種の集計を提示している。東京70キロ圏には、埼玉県、千葉県、東京都、神奈川県のほぼ全域と、茨城県の南部、栃木県、群馬県、山梨県の各一部が含まれる。大阪圏や名古屋圏も同様な距離圏の設定があり、各市の市役所を中心点とする50キロ圏を範囲としている。これらとの比較の際には東京でも50キロ圏を用いることがある。
- 東京70キロ圏人口 : 34,394,178人（2000年）

## 1都3県

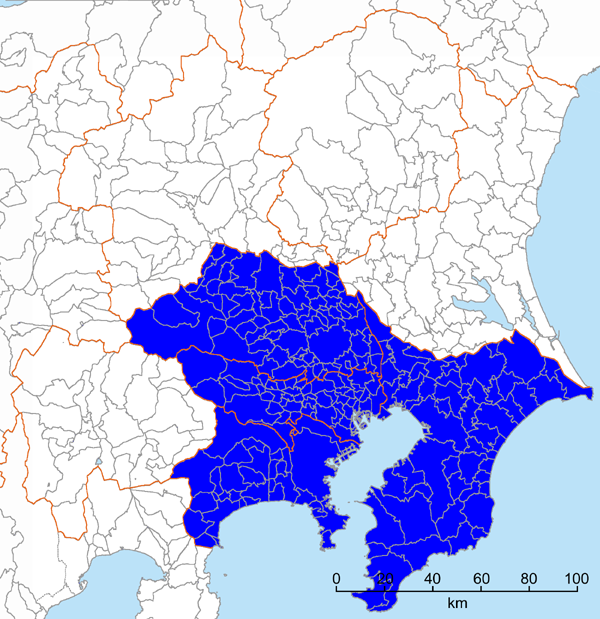
1都3県

### 東京圏（首都圏白書）
- 東京都、神奈川県、千葉県、埼玉県

国土交通省が作成している『首都圏整備に関する年次報告』（首都圏白書）では、埼玉県、千葉県、東京都、神奈川県を東京圏と定義している。1都3県を東京圏とする定義は、簡便な定義であるため、各種の統計等でも採用されることが多い。

### 首都圏（東京都知事本部ほか）
- 東京都、神奈川県、千葉県、埼玉県

東京都知事本局が作成した『首都圏における広域的課題の現状』では、東京都、神奈川県、千葉県、埼玉県の1都3県の範囲を首都圏と呼んでいる。また、内閣府の首都圏広域防災拠点整備協議会が作成した『首都圏広域防災拠点整備基本構想』は、東京都（東京都区部）、神奈川県（主要都市：横浜市・川崎市）、千葉県（主要都市：千葉市）及び埼玉県の1都3県をその対象としている。これらの文書で用いられている「首都圏」の範囲は、首都圏白書における「東京圏」の範囲と全く同一である。このほか、1都3県を「首都圏」とする定義は、各種の統計等においても数多くみられる。

### 首都圏サミット
- 東京都、神奈川県、千葉県、埼玉県、横浜市、川崎市、相模原市、千葉市、さいたま市

東京都、神奈川県、千葉県、埼玉県、横浜市、川崎市、相模原市、千葉市、さいたま市の1都3県5政令指定都市の知事・市長は、九都県市首脳会議を開催している。この九都県市首脳会議には首都圏サミットの別名がある。
以上の定義はいずれも、利根川以南の地域を指す。

## 1都6県以上を含む定義

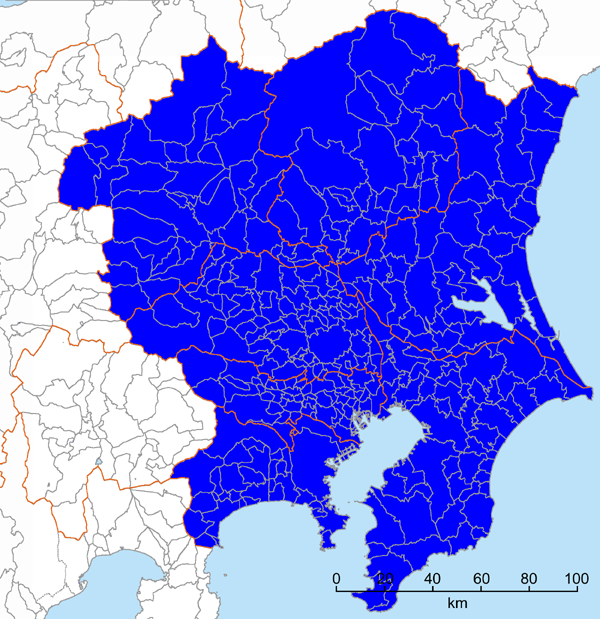
1都6県

### 首都圏（統計等、1都6県）
- 東京都、神奈川県、千葉県、埼玉県、茨城県、栃木県、群馬県

関東地方は一般に、東京都、神奈川県、千葉県、埼玉県、茨城県、栃木県、群馬県の1都6県を指すが、統計等では、この1都6県を指して首都圏と呼んでいる場合もみられる。

### 首都圏（首都圏整備法、1都7県）
- 東京都、埼玉県、千葉県、神奈川県、茨城県、栃木県、群馬県、山梨県

首都圏整備法及び同施行令においては、「首都圏の建設と、その秩序ある発展を図るための総合的な計画（首都圏整備計画）の策定対象となる区域」として、東京都、埼玉県、千葉県、神奈川県、茨城県、栃木県、群馬県および山梨県の1都7県を首都圏と定義している。国土交通省が毎年作成している『首都圏白書』で用いられている定義もこれと同じである。

### 関東甲信地方（1都8県）
- 茨城県、栃木県、群馬県、埼玉県、千葉県、東京都、神奈川県、山梨県、長野県

気象庁が気象情報の提供などで用いる地域、1都8県。

### 関東甲信越地方（1都9県）
- 茨城県、栃木県、群馬県、埼玉県、千葉県、東京都、神奈川県、山梨県、長野県、新潟県

茨城県、栃木県、群馬県、埼玉県、千葉県、東京都、神奈川県、山梨県、長野県、新潟県の1都9県は関東甲信越地方とも呼ばれる。多くの官公庁や企業が地方支分部局や支社のブロックとして採用している。
また、NHK総合テレビジョンのローカル放送局のひとつである首都圏放送センターは、この1都9県を放送エリアとしている。そのため、『特報首都圏』などの番組は、1都6県だけでなく、山梨県と長野県と新潟県に向けても放送されている。尚、番組によっては本来東海北陸地方に管轄されている静岡県で放送されるものもある。

### 関東甲信静地方（1都9県）
- 茨城県、栃木県、群馬県、埼玉県、千葉県、東京都、神奈川県、山梨県、長野県、静岡県

茨城県、栃木県、群馬県、埼玉県、千葉県、東京都、神奈川県、山梨県、長野県、静岡県の1都9県は関東地方知事会の構成都県であり、この範囲を指して関東甲信静地方という地理的通称もある。官公庁の地方支分部局では農林水産省関東農政局が管轄範囲としている。

### 広域関東圏（経済産業省、1都10県）
- 茨城県、栃木県、群馬県、埼玉県、千葉県、東京都、神奈川県、新潟県、山梨県、長野県、静岡県

経済産業省では、関東経済産業局の管轄範囲である茨城県、栃木県、群馬県、埼玉県、千葉県、東京都、神奈川県、新潟県、山梨県、長野県、静岡県の1都10県を指して、広域関東圏と称している。官公庁においては、他に法務省（入管業務を除く）や警察庁（東京都＝警視庁を除く）など同じ範囲を管轄するところがある。なおこの範囲には地理的通称として関東甲信越静という名称も存在する。

### 広域首都圏（首都圏広域地方計画、1都11県）
- 東京都、神奈川県、千葉県、埼玉県、茨城県、栃木県、群馬県、山梨県、長野県、新潟県、静岡県及び福島県

「首都圏広域地方計画」では、東京都、神奈川県、千葉県、埼玉県、茨城県、栃木県、群馬県、山梨県、長野県、新潟県、静岡県、福島県の1都11県を広域首都圏と定義している。
JR東日本のSuicaにおける首都圏エリアは「広域関東圏」の1都10県に加えて、福島県内を通る常磐線の駅がいくつか含まれている（同県内の他路線は仙台エリア）。

## 都市雇用圏に含まれる市町村
国勢調査「常住地による従業・通学市区町村別15歳以上就業者及び15歳以上通学者数」に基づき、上記の都市雇用圏の定義による東京都市圏を構成する市町村を示す。
中心市の変遷
- 1980年（中心数5）：東京23区、横浜市、千葉市、立川市、川崎市
- 1990年（中心数7）：東京23区、横浜市、千葉市、立川市、武蔵野市、川崎市、厚木市
- 1995年（中心数8）：東京23区、横浜市、千葉市、立川市、武蔵野市、府中市、川崎市、厚木市
- 2000年（中心数9）：東京23区、横浜市、千葉市、立川市、武蔵野市、府中市、川崎市、厚木市、戸田市
- 2005年（中心数8）：東京23区、横浜市、さいたま市、千葉市、川崎市、立川市、武蔵野市、戸田市
- 2010年（中心数8）：東京23区、横浜市、さいたま市、千葉市、立川市、武蔵野市、川崎市、厚木市
- 2015年（中心数8）：東京23区、横浜市、さいたま市、千葉市、立川市、武蔵野市、川崎市、厚木市

通勤率が最も高い自治体は東京都狛江市の61.7%であり、以下は通勤率上位20の自治体である。
| 順位 | 都県     | 自治体   | 通勤率 |
| ---- | -------- | -------- | ------ |
| 1    | 東京都   | 狛江市   | 61.7%  |
| 2    | 埼玉県   | 和光市   | 58.5%  |
| 3    | 東京都   | 西東京市 | 56.4%  |
| 4    | 千葉県   | 浦安市   | 56.1%  |
| 5    | 東京都   | 三鷹市   | 55.4%  |
| ６   | 千葉県   | 市川市   | 54.3%  |
| 7    | 東京都   | 小金井市 | 53.7%  |
| 8    | 東京都   | 調布市   | 51.2%  |
| 9    | 埼玉県   | 蕨市     | 50.6%  |
| 10   | 埼玉県   | 戸田市   | 49.7%  |
| 11   | 神奈川県 | 逗子市   | 47.6%  |
| 12   | 東京都   | 稲城市   | 47.4%  |
| 13   | 東京都   | 国分寺市 | 46.5%  |
| 14   | 千葉県   | 習志野市 | 46.4%  |
| 15   | 埼玉県   | 朝霞市   | 46.1%  |
| 16   | 神奈川県 | 鎌倉市   | 45.8%  |
| 17   | 千葉県   | 四街道市 | 45.2%  |
| 18   | 埼玉県   | 川口市   | 43.9%  |
| 19   | 千葉県   | 船橋市   | 43.8%  |
| 20   | 埼玉県   | 志木市   | 42.5%  |

### 東京都
- 10% 通勤圏に入っていない自治体は、各統計年の欄で灰色かつ「-」で示す。

| 自治体 ('80) | 1980年                   | 1990年                   | 1995年                   | 2000年                   | 2005年                   | 2010年                   | 2015年                   | 自治体 （現在） |
| ------------ | ------------------------ | ------------------------ | ------------------------ | ------------------------ | ------------------------ | ------------------------ | ------------------------ | --------------- |
| 東京23区     | 東京 都市圏 2662万4003人 | 東京 都市圏 2995万8231人 | 東京 都市圏 3093万8445人 | 東京 都市圏 3172万9844人 | 東京 都市圏 3334万0947人 | 東京 都市圏 3449万8979人 | 東京 都市圏 3530万3778人 | 東京23区        |
| 八王子市     | 東京 都市圏 2662万4003人 | 東京 都市圏 2995万8231人 | 東京 都市圏 3093万8445人 | 東京 都市圏 3172万9844人 | 東京 都市圏 3334万0947人 | 東京 都市圏 3449万8979人 | 東京 都市圏 3530万3778人 | 八王子市        |
| 立川市       | 東京 都市圏 2662万4003人 | 東京 都市圏 2995万8231人 | 東京 都市圏 3093万8445人 | 東京 都市圏 3172万9844人 | 東京 都市圏 3334万0947人 | 東京 都市圏 3449万8979人 | 東京 都市圏 3530万3778人 | 立川市          |
| 武蔵野市     | 東京 都市圏 2662万4003人 | 東京 都市圏 2995万8231人 | 東京 都市圏 3093万8445人 | 東京 都市圏 3172万9844人 | 東京 都市圏 3334万0947人 | 東京 都市圏 3449万8979人 | 東京 都市圏 3530万3778人 | 武蔵野市        |
| 三鷹市       | 東京 都市圏 2662万4003人 | 東京 都市圏 2995万8231人 | 東京 都市圏 3093万8445人 | 東京 都市圏 3172万9844人 | 東京 都市圏 3334万0947人 | 東京 都市圏 3449万8979人 | 東京 都市圏 3530万3778人 | 三鷹市          |
| 府中市       | 東京 都市圏 2662万4003人 | 東京 都市圏 2995万8231人 | 東京 都市圏 3093万8445人 | 東京 都市圏 3172万9844人 | 東京 都市圏 3334万0947人 | 東京 都市圏 3449万8979人 | 東京 都市圏 3530万3778人 | 府中市          |
| 昭島市       | 東京 都市圏 2662万4003人 | 東京 都市圏 2995万8231人 | 東京 都市圏 3093万8445人 | 東京 都市圏 3172万9844人 | 東京 都市圏 3334万0947人 | 東京 都市圏 3449万8979人 | 東京 都市圏 3530万3778人 | 昭島市          |
| 調布市       | 東京 都市圏 2662万4003人 | 東京 都市圏 2995万8231人 | 東京 都市圏 3093万8445人 | 東京 都市圏 3172万9844人 | 東京 都市圏 3334万0947人 | 東京 都市圏 3449万8979人 | 東京 都市圏 3530万3778人 | 調布市          |
| 町田市       | 東京 都市圏 2662万4003人 | 東京 都市圏 2995万8231人 | 東京 都市圏 3093万8445人 | 東京 都市圏 3172万9844人 | 東京 都市圏 3334万0947人 | 東京 都市圏 3449万8979人 | 東京 都市圏 3530万3778人 | 町田市          |
| 小金井市     | 東京 都市圏 2662万4003人 | 東京 都市圏 2995万8231人 | 東京 都市圏 3093万8445人 | 東京 都市圏 3172万9844人 | 東京 都市圏 3334万0947人 | 東京 都市圏 3449万8979人 | 東京 都市圏 3530万3778人 | 小金井市        |
| 小平市       | 東京 都市圏 2662万4003人 | 東京 都市圏 2995万8231人 | 東京 都市圏 3093万8445人 | 東京 都市圏 3172万9844人 | 東京 都市圏 3334万0947人 | 東京 都市圏 3449万8979人 | 東京 都市圏 3530万3778人 | 小平市          |
| 日野市       | 東京 都市圏 2662万4003人 | 東京 都市圏 2995万8231人 | 東京 都市圏 3093万8445人 | 東京 都市圏 3172万9844人 | 東京 都市圏 3334万0947人 | 東京 都市圏 3449万8979人 | 東京 都市圏 3530万3778人 | 日野市          |
| 東村山市     | 東京 都市圏 2662万4003人 | 東京 都市圏 2995万8231人 | 東京 都市圏 3093万8445人 | 東京 都市圏 3172万9844人 | 東京 都市圏 3334万0947人 | 東京 都市圏 3449万8979人 | 東京 都市圏 3530万3778人 | 東村山市        |
| 国分寺市     | 東京 都市圏 2662万4003人 | 東京 都市圏 2995万8231人 | 東京 都市圏 3093万8445人 | 東京 都市圏 3172万9844人 | 東京 都市圏 3334万0947人 | 東京 都市圏 3449万8979人 | 東京 都市圏 3530万3778人 | 国分寺市        |
| 国立市       | 東京 都市圏 2662万4003人 | 東京 都市圏 2995万8231人 | 東京 都市圏 3093万8445人 | 東京 都市圏 3172万9844人 | 東京 都市圏 3334万0947人 | 東京 都市圏 3449万8979人 | 東京 都市圏 3530万3778人 | 国立市          |
| 田無市       | 東京 都市圏 2662万4003人 | 東京 都市圏 2995万8231人 | 東京 都市圏 3093万8445人 | 東京 都市圏 3172万9844人 | 東京 都市圏 3334万0947人 | 東京 都市圏 3449万8979人 | 東京 都市圏 3530万3778人 | 西東京市        |
| 保谷市       | 東京 都市圏 2662万4003人 | 東京 都市圏 2995万8231人 | 東京 都市圏 3093万8445人 | 東京 都市圏 3172万9844人 | 東京 都市圏 3334万0947人 | 東京 都市圏 3449万8979人 | 東京 都市圏 3530万3778人 | 西東京市        |
| 福生市       | 東京 都市圏 2662万4003人 | 東京 都市圏 2995万8231人 | 東京 都市圏 3093万8445人 | 東京 都市圏 3172万9844人 | 東京 都市圏 3334万0947人 | 東京 都市圏 3449万8979人 | 東京 都市圏 3530万3778人 | 福生市          |
| 狛江市       | 東京 都市圏 2662万4003人 | 東京 都市圏 2995万8231人 | 東京 都市圏 3093万8445人 | 東京 都市圏 3172万9844人 | 東京 都市圏 3334万0947人 | 東京 都市圏 3449万8979人 | 東京 都市圏 3530万3778人 | 狛江市          |
| 東大和市     | 東京 都市圏 2662万4003人 | 東京 都市圏 2995万8231人 | 東京 都市圏 3093万8445人 | 東京 都市圏 3172万9844人 | 東京 都市圏 3334万0947人 | 東京 都市圏 3449万8979人 | 東京 都市圏 3530万3778人 | 東大和市        |
| 清瀬市       | 東京 都市圏 2662万4003人 | 東京 都市圏 2995万8231人 | 東京 都市圏 3093万8445人 | 東京 都市圏 3172万9844人 | 東京 都市圏 3334万0947人 | 東京 都市圏 3449万8979人 | 東京 都市圏 3530万3778人 | 清瀬市          |
| 東久留米市   | 東京 都市圏 2662万4003人 | 東京 都市圏 2995万8231人 | 東京 都市圏 3093万8445人 | 東京 都市圏 3172万9844人 | 東京 都市圏 3334万0947人 | 東京 都市圏 3449万8979人 | 東京 都市圏 3530万3778人 | 東久留米市      |
| 武蔵村山市   | 東京 都市圏 2662万4003人 | 東京 都市圏 2995万8231人 | 東京 都市圏 3093万8445人 | 東京 都市圏 3172万9844人 | 東京 都市圏 3334万0947人 | 東京 都市圏 3449万8979人 | 東京 都市圏 3530万3778人 | 武蔵村山市      |
| 多摩市       | 東京 都市圏 2662万4003人 | 東京 都市圏 2995万8231人 | 東京 都市圏 3093万8445人 | 東京 都市圏 3172万9844人 | 東京 都市圏 3334万0947人 | 東京 都市圏 3449万8979人 | 東京 都市圏 3530万3778人 | 多摩市          |
| 稲城市       | 東京 都市圏 2662万4003人 | 東京 都市圏 2995万8231人 | 東京 都市圏 3093万8445人 | 東京 都市圏 3172万9844人 | 東京 都市圏 3334万0947人 | 東京 都市圏 3449万8979人 | 東京 都市圏 3530万3778人 | 稲城市          |
| 秋川市       | 東京 都市圏 2662万4003人 | 東京 都市圏 2995万8231人 | 東京 都市圏 3093万8445人 | 東京 都市圏 3172万9844人 | 東京 都市圏 3334万0947人 | 東京 都市圏 3449万8979人 | 東京 都市圏 3530万3778人 | あきる野市      |
| 五日市町     | 東京 都市圏 2662万4003人 | 東京 都市圏 2995万8231人 | 東京 都市圏 3093万8445人 | 東京 都市圏 3172万9844人 | 東京 都市圏 3334万0947人 | 東京 都市圏 3449万8979人 | 東京 都市圏 3530万3778人 | あきる野市      |
| 羽村町       | 東京 都市圏 2662万4003人 | 東京 都市圏 2995万8231人 | 東京 都市圏 3093万8445人 | 東京 都市圏 3172万9844人 | 東京 都市圏 3334万0947人 | 東京 都市圏 3449万8979人 | 東京 都市圏 3530万3778人 | 羽村市          |
| 日の出町     | 東京 都市圏 2662万4003人 | 東京 都市圏 2995万8231人 | 東京 都市圏 3093万8445人 | 東京 都市圏 3172万9844人 | 東京 都市圏 3334万0947人 | 東京 都市圏 3449万8979人 | 東京 都市圏 3530万3778人 | 日の出町        |
| 檜原村       | 東京 都市圏 2662万4003人 | 東京 都市圏 2995万8231人 | 東京 都市圏 3093万8445人 | 東京 都市圏 3172万9844人 | 東京 都市圏 3334万0947人 | 東京 都市圏 3449万8979人 | 東京 都市圏 3530万3778人 | 檜原村          |
| 青梅市       | 青梅 都市圏 10万9970人   | 東京 都市圏 2995万8231人 | 東京 都市圏 3093万8445人 | 東京 都市圏 3172万9844人 | 東京 都市圏 3334万0947人 | 東京 都市圏 3449万8979人 | 東京 都市圏 3530万3778人 | 青梅市          |
| 奥多摩町     | 青梅 都市圏 10万9970人   | 東京 都市圏 2995万8231人 | 東京 都市圏 3093万8445人 | 東京 都市圏 3172万9844人 | 東京 都市圏 3334万0947人 | 東京 都市圏 3449万8979人 | 東京 都市圏 3530万3778人 | 奥多摩町        |
| 瑞穂町       | 瑞穂 都市圏 2万2795人    | 東京 都市圏 2995万8231人 | 東京 都市圏 3093万8445人 | 瑞穂 都市圏 3万2790人    | 瑞穂 都市圏 3万3691人    | 瑞穂 都市圏 3万3497人    | 瑞穂 都市圏 3万3445人    | 瑞穂町          |

- 1991年11月1日：羽村町が市制施行。
- 1995年9月1日：秋川市、五日市町が合併してあきる野市が発足。
- 2001年1月21日：田無市、保谷市が合併して西東京市が発足。

### 神奈川県
- 10% 通勤圏に入っていない自治体は、各統計年の欄で灰色かつ「-」で示す。

| 自治体 ('80) | 1980年                   | 1990年                   | 1995年                   | 2000年                   | 2005年                   | 2010年                   | 2015年                   | 自治体 （現在） |
| ------------ | ------------------------ | ------------------------ | ------------------------ | ------------------------ | ------------------------ | ------------------------ | ------------------------ | --------------- |
| 厚木市       | 東京 都市圏 2662万4003人 | 東京 都市圏 2995万8231人 | 東京 都市圏 3093万8445人 | 東京 都市圏 3172万9844人 | 厚木 都市圏 22万2403人   | 東京 都市圏 3449万8979人 | 東京 都市圏 3530万3778人 | 厚木市          |
| 横浜市       | 東京 都市圏 2662万4003人 | 東京 都市圏 2995万8231人 | 東京 都市圏 3093万8445人 | 東京 都市圏 3172万9844人 | 東京 都市圏 3334万0947人 | 東京 都市圏 3449万8979人 | 東京 都市圏 3530万3778人 | 横浜市          |
| 川崎市       | 東京 都市圏 2662万4003人 | 東京 都市圏 2995万8231人 | 東京 都市圏 3093万8445人 | 東京 都市圏 3172万9844人 | 東京 都市圏 3334万0947人 | 東京 都市圏 3449万8979人 | 東京 都市圏 3530万3778人 | 川崎市          |
| 横須賀市     | 東京 都市圏 2662万4003人 | 東京 都市圏 2995万8231人 | 東京 都市圏 3093万8445人 | 東京 都市圏 3172万9844人 | 東京 都市圏 3334万0947人 | 東京 都市圏 3449万8979人 | 東京 都市圏 3530万3778人 | 横須賀市        |
| 平塚市       | 東京 都市圏 2662万4003人 | 東京 都市圏 2995万8231人 | 東京 都市圏 3093万8445人 | 東京 都市圏 3172万9844人 | 東京 都市圏 3334万0947人 | 東京 都市圏 3449万8979人 | 東京 都市圏 3530万3778人 | 平塚市          |
| 鎌倉市       | 東京 都市圏 2662万4003人 | 東京 都市圏 2995万8231人 | 東京 都市圏 3093万8445人 | 東京 都市圏 3172万9844人 | 東京 都市圏 3334万0947人 | 東京 都市圏 3449万8979人 | 東京 都市圏 3530万3778人 | 鎌倉市          |
| 藤沢市       | 東京 都市圏 2662万4003人 | 東京 都市圏 2995万8231人 | 東京 都市圏 3093万8445人 | 東京 都市圏 3172万9844人 | 東京 都市圏 3334万0947人 | 東京 都市圏 3449万8979人 | 東京 都市圏 3530万3778人 | 藤沢市          |
| 茅ヶ崎市     | 東京 都市圏 2662万4003人 | 東京 都市圏 2995万8231人 | 東京 都市圏 3093万8445人 | 東京 都市圏 3172万9844人 | 東京 都市圏 3334万0947人 | 東京 都市圏 3449万8979人 | 東京 都市圏 3530万3778人 | 茅ヶ崎市        |
| 逗子市       | 東京 都市圏 2662万4003人 | 東京 都市圏 2995万8231人 | 東京 都市圏 3093万8445人 | 東京 都市圏 3172万9844人 | 東京 都市圏 3334万0947人 | 東京 都市圏 3449万8979人 | 東京 都市圏 3530万3778人 | 逗子市          |
| 相模原市     | 東京 都市圏 2662万4003人 | 東京 都市圏 2995万8231人 | 東京 都市圏 3093万8445人 | 東京 都市圏 3172万9844人 | 東京 都市圏 3334万0947人 | 東京 都市圏 3449万8979人 | 東京 都市圏 3530万3778人 | 相模原市        |
| 城山町       | 東京 都市圏 2662万4003人 | 東京 都市圏 2995万8231人 | 東京 都市圏 3093万8445人 | 東京 都市圏 3172万9844人 | 東京 都市圏 3334万0947人 | 東京 都市圏 3449万8979人 | 東京 都市圏 3530万3778人 | 相模原市        |
| 津久井町     | 東京 都市圏 2662万4003人 | 東京 都市圏 2995万8231人 | 東京 都市圏 3093万8445人 | 東京 都市圏 3172万9844人 | 東京 都市圏 3334万0947人 | 東京 都市圏 3449万8979人 | 東京 都市圏 3530万3778人 | 相模原市        |
| 相模湖町     | 東京 都市圏 2662万4003人 | 東京 都市圏 2995万8231人 | 東京 都市圏 3093万8445人 | 東京 都市圏 3172万9844人 | 東京 都市圏 3334万0947人 | 東京 都市圏 3449万8979人 | 東京 都市圏 3530万3778人 | 相模原市        |
| 藤野町       | 東京 都市圏 2662万4003人 | 東京 都市圏 2995万8231人 | 東京 都市圏 3093万8445人 | 東京 都市圏 3172万9844人 | 東京 都市圏 3334万0947人 | 東京 都市圏 3449万8979人 | 東京 都市圏 3530万3778人 | 相模原市        |
| 三浦市       | 東京 都市圏 2662万4003人 | 東京 都市圏 2995万8231人 | 東京 都市圏 3093万8445人 | 東京 都市圏 3172万9844人 | 東京 都市圏 3334万0947人 | 東京 都市圏 3449万8979人 | 東京 都市圏 3530万3778人 | 三浦市          |
| 秦野市       | 東京 都市圏 2662万4003人 | 東京 都市圏 2995万8231人 | 東京 都市圏 3093万8445人 | 東京 都市圏 3172万9844人 | 東京 都市圏 3334万0947人 | 東京 都市圏 3449万8979人 | 東京 都市圏 3530万3778人 | 秦野市          |
| 大和市       | 東京 都市圏 2662万4003人 | 東京 都市圏 2995万8231人 | 東京 都市圏 3093万8445人 | 東京 都市圏 3172万9844人 | 東京 都市圏 3334万0947人 | 東京 都市圏 3449万8979人 | 東京 都市圏 3530万3778人 | 大和市          |
| 伊勢原市     | 東京 都市圏 2662万4003人 | 東京 都市圏 2995万8231人 | 東京 都市圏 3093万8445人 | 東京 都市圏 3172万9844人 | 東京 都市圏 3334万0947人 | 東京 都市圏 3449万8979人 | 東京 都市圏 3530万3778人 | 伊勢原市        |
| 海老名市     | 東京 都市圏 2662万4003人 | 東京 都市圏 2995万8231人 | 東京 都市圏 3093万8445人 | 東京 都市圏 3172万9844人 | 東京 都市圏 3334万0947人 | 東京 都市圏 3449万8979人 | 東京 都市圏 3530万3778人 | 海老名市        |
| 座間市       | 東京 都市圏 2662万4003人 | 東京 都市圏 2995万8231人 | 東京 都市圏 3093万8445人 | 東京 都市圏 3172万9844人 | 東京 都市圏 3334万0947人 | 東京 都市圏 3449万8979人 | 東京 都市圏 3530万3778人 | 座間市          |
| 綾瀬市       | 東京 都市圏 2662万4003人 | 東京 都市圏 2995万8231人 | 東京 都市圏 3093万8445人 | 東京 都市圏 3172万9844人 | 東京 都市圏 3334万0947人 | 東京 都市圏 3449万8979人 | 東京 都市圏 3530万3778人 | 綾瀬市          |
| 葉山町       | 東京 都市圏 2662万4003人 | 東京 都市圏 2995万8231人 | 東京 都市圏 3093万8445人 | 東京 都市圏 3172万9844人 | 東京 都市圏 3334万0947人 | 東京 都市圏 3449万8979人 | 東京 都市圏 3530万3778人 | 葉山町          |
| 大磯町       | 東京 都市圏 2662万4003人 | 東京 都市圏 2995万8231人 | 東京 都市圏 3093万8445人 | 東京 都市圏 3172万9844人 | 東京 都市圏 3334万0947人 | 東京 都市圏 3449万8979人 | 東京 都市圏 3530万3778人 | 大磯町          |
| 二宮町       | 東京 都市圏 2662万4003人 | 東京 都市圏 2995万8231人 | 東京 都市圏 3093万8445人 | 東京 都市圏 3172万9844人 | 東京 都市圏 3334万0947人 | 東京 都市圏 3449万8979人 | 東京 都市圏 3530万3778人 | 二宮町          |
| 愛川町       | 東京 都市圏 2662万4003人 | 東京 都市圏 2995万8231人 | 東京 都市圏 3093万8445人 | 東京 都市圏 3172万9844人 | 東京 都市圏 3334万0947人 | 東京 都市圏 3449万8979人 | 東京 都市圏 3530万3778人 | 愛川町          |
| 清川村       | 東京 都市圏 2662万4003人 | 東京 都市圏 2995万8231人 | 東京 都市圏 3093万8445人 | 東京 都市圏 3172万9844人 | 東京 都市圏 3334万0947人 | 東京 都市圏 3449万8979人 | 東京 都市圏 3530万3778人 | 清川村          |
| 寒川町       | 寒川 都市圏 3万6399人    | 東京 都市圏 2995万8231人 | 東京 都市圏 3093万8445人 | 東京 都市圏 3172万9844人 | 東京 都市圏 3334万0947人 | 東京 都市圏 3449万8979人 | 東京 都市圏 3530万3778人 | 寒川町          |
| 中井町       | -                        | 東京 都市圏 2995万8231人 | 東京 都市圏 3093万8445人 | 東京 都市圏 3172万9844人 | 東京 都市圏 3334万0947人 | 東京 都市圏 3449万8979人 | 東京 都市圏 3530万3778人 | 中井町          |
| 小田原市     | 小田原 都市圏 30万2668人 | 小田原 都市圏 32万7585人 | 小田原 都市圏 33万6787人 | 小田原 都市圏 33万7568人 | 小田原 都市圏 33万6726人 | 小田原 都市圏 33万5188人 | 東京 都市圏 3530万3778人 | 小田原市        |
| 南足柄市     | 小田原 都市圏 30万2668人 | 小田原 都市圏 32万7585人 | 小田原 都市圏 33万6787人 | 小田原 都市圏 33万7568人 | 小田原 都市圏 33万6726人 | 小田原 都市圏 33万5188人 | 東京 都市圏 3530万3778人 | 南足柄市        |
| 大井町       | 小田原 都市圏 30万2668人 | 小田原 都市圏 32万7585人 | 小田原 都市圏 33万6787人 | 小田原 都市圏 33万7568人 | 小田原 都市圏 33万6726人 | 小田原 都市圏 33万5188人 | 東京 都市圏 3530万3778人 | 大井町          |
| 松田町       | 小田原 都市圏 30万2668人 | 小田原 都市圏 32万7585人 | 小田原 都市圏 33万6787人 | 小田原 都市圏 33万7568人 | 小田原 都市圏 33万6726人 | 小田原 都市圏 33万5188人 | 東京 都市圏 3530万3778人 | 松田町          |
| 山北町       | 小田原 都市圏 30万2668人 | 小田原 都市圏 32万7585人 | 小田原 都市圏 33万6787人 | 小田原 都市圏 33万7568人 | 小田原 都市圏 33万6726人 | 小田原 都市圏 33万5188人 | 東京 都市圏 3530万3778人 | 山北町          |
| 開成町       | 小田原 都市圏 30万2668人 | 小田原 都市圏 32万7585人 | 小田原 都市圏 33万6787人 | 小田原 都市圏 33万7568人 | 小田原 都市圏 33万6726人 | 小田原 都市圏 33万5188人 | 東京 都市圏 3530万3778人 | 開成町          |
| 真鶴町       | 小田原 都市圏 30万2668人 | 小田原 都市圏 32万7585人 | 小田原 都市圏 33万6787人 | 小田原 都市圏 33万7568人 | 小田原 都市圏 33万6726人 | 小田原 都市圏 33万5188人 | 東京 都市圏 3530万3778人 | 真鶴町          |
| 湯河原町     | 小田原 都市圏 30万2668人 | 小田原 都市圏 32万7585人 | 小田原 都市圏 33万6787人 | 小田原 都市圏 33万7568人 | 小田原 都市圏 33万6726人 | 小田原 都市圏 33万5188人 | 東京 都市圏 3530万3778人 | 湯河原町        |

- 2006年3月20日：相模原市に津久井町、相模湖町を編入。
- 2007年3月11日：相模原市に城山町、藤野町を編入。

### 埼玉県
- 10% 通勤圏に入っていない自治体は、各統計年の欄で灰色かつ「-」で示す。

| 自治体 ('80) | 1980年                   | 1990年                   | 1995年                   | 2000年                   | 2005年                   | 2010年                   | 2015年                   | 自治体 （現在） |
| ------------ | ------------------------ | ------------------------ | ------------------------ | ------------------------ | ------------------------ | ------------------------ | ------------------------ | --------------- |
| 川越市       | 東京 都市圏 2662万4003人 | 東京 都市圏 2995万8231人 | 東京 都市圏 3093万8445人 | 東京 都市圏 3172万9844人 | 東京 都市圏 3334万0947人 | 東京 都市圏 3449万8979人 | 東京 都市圏 3530万3778人 | 川越市          |
| 川口市       | 東京 都市圏 2662万4003人 | 東京 都市圏 2995万8231人 | 東京 都市圏 3093万8445人 | 東京 都市圏 3172万9844人 | 東京 都市圏 3334万0947人 | 東京 都市圏 3449万8979人 | 東京 都市圏 3530万3778人 | 川口市          |
| 鳩ヶ谷市     | 東京 都市圏 2662万4003人 | 東京 都市圏 2995万8231人 | 東京 都市圏 3093万8445人 | 東京 都市圏 3172万9844人 | 東京 都市圏 3334万0947人 | 東京 都市圏 3449万8979人 | 東京 都市圏 3530万3778人 | 川口市          |
| 浦和市       | 東京 都市圏 2662万4003人 | 東京 都市圏 2995万8231人 | 東京 都市圏 3093万8445人 | 東京 都市圏 3172万9844人 | 東京 都市圏 3334万0947人 | 東京 都市圏 3449万8979人 | 東京 都市圏 3530万3778人 | さいたま市      |
| 大宮市       | 東京 都市圏 2662万4003人 | 東京 都市圏 2995万8231人 | 東京 都市圏 3093万8445人 | 東京 都市圏 3172万9844人 | 東京 都市圏 3334万0947人 | 東京 都市圏 3449万8979人 | 東京 都市圏 3530万3778人 | さいたま市      |
| 岩槻市       | 東京 都市圏 2662万4003人 | 東京 都市圏 2995万8231人 | 東京 都市圏 3093万8445人 | 東京 都市圏 3172万9844人 | 東京 都市圏 3334万0947人 | 東京 都市圏 3449万8979人 | 東京 都市圏 3530万3778人 | さいたま市      |
| 与野市       | 東京 都市圏 2662万4003人 | 東京 都市圏 2995万8231人 | 東京 都市圏 3093万8445人 | 東京 都市圏 3172万9844人 | 東京 都市圏 3334万0947人 | 東京 都市圏 3449万8979人 | 東京 都市圏 3530万3778人 | さいたま市      |
| 所沢市       | 東京 都市圏 2662万4003人 | 東京 都市圏 2995万8231人 | 東京 都市圏 3093万8445人 | 東京 都市圏 3172万9844人 | 東京 都市圏 3334万0947人 | 東京 都市圏 3449万8979人 | 東京 都市圏 3530万3778人 | 所沢市          |
| 春日部市     | 東京 都市圏 2662万4003人 | 東京 都市圏 2995万8231人 | 東京 都市圏 3093万8445人 | 東京 都市圏 3172万9844人 | 東京 都市圏 3334万0947人 | 東京 都市圏 3449万8979人 | 東京 都市圏 3530万3778人 | 春日部市        |
| 庄和町       | 東京 都市圏 2662万4003人 | 東京 都市圏 2995万8231人 | 東京 都市圏 3093万8445人 | 東京 都市圏 3172万9844人 | 東京 都市圏 3334万0947人 | 東京 都市圏 3449万8979人 | 東京 都市圏 3530万3778人 | 春日部市        |
| 狭山市       | 東京 都市圏 2662万4003人 | 東京 都市圏 2995万8231人 | 東京 都市圏 3093万8445人 | 東京 都市圏 3172万9844人 | 東京 都市圏 3334万0947人 | 東京 都市圏 3449万8979人 | 東京 都市圏 3530万3778人 | 狭山市          |
| 鴻巣市       | 東京 都市圏 2662万4003人 | 東京 都市圏 2995万8231人 | 東京 都市圏 3093万8445人 | 東京 都市圏 3172万9844人 | 東京 都市圏 3334万0947人 | 東京 都市圏 3449万8979人 | 東京 都市圏 3530万3778人 | 鴻巣市          |
| 吹上町       | 東京 都市圏 2662万4003人 | 東京 都市圏 2995万8231人 | 東京 都市圏 3093万8445人 | 東京 都市圏 3172万9844人 | 東京 都市圏 3334万0947人 | 東京 都市圏 3449万8979人 | 東京 都市圏 3530万3778人 | 鴻巣市          |
| 上尾市       | 東京 都市圏 2662万4003人 | 東京 都市圏 2995万8231人 | 東京 都市圏 3093万8445人 | 東京 都市圏 3172万9844人 | 東京 都市圏 3334万0947人 | 東京 都市圏 3449万8979人 | 東京 都市圏 3530万3778人 | 上尾市          |
| 草加市       | 東京 都市圏 2662万4003人 | 東京 都市圏 2995万8231人 | 東京 都市圏 3093万8445人 | 東京 都市圏 3172万9844人 | 東京 都市圏 3334万0947人 | 東京 都市圏 3449万8979人 | 東京 都市圏 3530万3778人 | 草加市          |
| 越谷市       | 東京 都市圏 2662万4003人 | 東京 都市圏 2995万8231人 | 東京 都市圏 3093万8445人 | 東京 都市圏 3172万9844人 | 東京 都市圏 3334万0947人 | 東京 都市圏 3449万8979人 | 東京 都市圏 3530万3778人 | 越谷市          |
| 蕨市         | 東京 都市圏 2662万4003人 | 東京 都市圏 2995万8231人 | 東京 都市圏 3093万8445人 | 東京 都市圏 3172万9844人 | 東京 都市圏 3334万0947人 | 東京 都市圏 3449万8979人 | 東京 都市圏 3530万3778人 | 蕨市            |
| 戸田市       | 東京 都市圏 2662万4003人 | 東京 都市圏 2995万8231人 | 東京 都市圏 3093万8445人 | 東京 都市圏 3172万9844人 | 東京 都市圏 3334万0947人 | 東京 都市圏 3449万8979人 | 東京 都市圏 3530万3778人 | 戸田市          |
| 入間市       | 東京 都市圏 2662万4003人 | 東京 都市圏 2995万8231人 | 東京 都市圏 3093万8445人 | 東京 都市圏 3172万9844人 | 東京 都市圏 3334万0947人 | 東京 都市圏 3449万8979人 | 東京 都市圏 3530万3778人 | 入間市          |
| 朝霞市       | 東京 都市圏 2662万4003人 | 東京 都市圏 2995万8231人 | 東京 都市圏 3093万8445人 | 東京 都市圏 3172万9844人 | 東京 都市圏 3334万0947人 | 東京 都市圏 3449万8979人 | 東京 都市圏 3530万3778人 | 朝霞市          |
| 志木市       | 東京 都市圏 2662万4003人 | 東京 都市圏 2995万8231人 | 東京 都市圏 3093万8445人 | 東京 都市圏 3172万9844人 | 東京 都市圏 3334万0947人 | 東京 都市圏 3449万8979人 | 東京 都市圏 3530万3778人 | 志木市          |
| 和光市       | 東京 都市圏 2662万4003人 | 東京 都市圏 2995万8231人 | 東京 都市圏 3093万8445人 | 東京 都市圏 3172万9844人 | 東京 都市圏 3334万0947人 | 東京 都市圏 3449万8979人 | 東京 都市圏 3530万3778人 | 和光市          |
| 新座市       | 東京 都市圏 2662万4003人 | 東京 都市圏 2995万8231人 | 東京 都市圏 3093万8445人 | 東京 都市圏 3172万9844人 | 東京 都市圏 3334万0947人 | 東京 都市圏 3449万8979人 | 東京 都市圏 3530万3778人 | 新座市          |
| 桶川市       | 東京 都市圏 2662万4003人 | 東京 都市圏 2995万8231人 | 東京 都市圏 3093万8445人 | 東京 都市圏 3172万9844人 | 東京 都市圏 3334万0947人 | 東京 都市圏 3449万8979人 | 東京 都市圏 3530万3778人 | 桶川市          |
| 久喜市       | 東京 都市圏 2662万4003人 | 東京 都市圏 2995万8231人 | 東京 都市圏 3093万8445人 | 東京 都市圏 3172万9844人 | 東京 都市圏 3334万0947人 | 東京 都市圏 3449万8979人 | 東京 都市圏 3530万3778人 | 久喜市          |
| 栗橋町       | 東京 都市圏 2662万4003人 | 東京 都市圏 2995万8231人 | 東京 都市圏 3093万8445人 | 東京 都市圏 3172万9844人 | 東京 都市圏 3334万0947人 | 東京 都市圏 3449万8979人 | 東京 都市圏 3530万3778人 | 久喜市          |
| 鷲宮町       | 東京 都市圏 2662万4003人 | 東京 都市圏 2995万8231人 | 東京 都市圏 3093万8445人 | 東京 都市圏 3172万9844人 | 東京 都市圏 3334万0947人 | 東京 都市圏 3449万8979人 | 東京 都市圏 3530万3778人 | 久喜市          |
| 北本市       | 東京 都市圏 2662万4003人 | 東京 都市圏 2995万8231人 | 東京 都市圏 3093万8445人 | 東京 都市圏 3172万9844人 | 東京 都市圏 3334万0947人 | 東京 都市圏 3449万8979人 | 東京 都市圏 3530万3778人 | 北本市          |
| 八潮市       | 東京 都市圏 2662万4003人 | 東京 都市圏 2995万8231人 | 東京 都市圏 3093万8445人 | 東京 都市圏 3172万9844人 | 東京 都市圏 3334万0947人 | 東京 都市圏 3449万8979人 | 東京 都市圏 3530万3778人 | 八潮市          |
| 富士見市     | 東京 都市圏 2662万4003人 | 東京 都市圏 2995万8231人 | 東京 都市圏 3093万8445人 | 東京 都市圏 3172万9844人 | 東京 都市圏 3334万0947人 | 東京 都市圏 3449万8979人 | 東京 都市圏 3530万3778人 | 富士見市        |
| 上福岡市     | 東京 都市圏 2662万4003人 | 東京 都市圏 2995万8231人 | 東京 都市圏 3093万8445人 | 東京 都市圏 3172万9844人 | 東京 都市圏 3334万0947人 | 東京 都市圏 3449万8979人 | 東京 都市圏 3530万3778人 | ふじみ野市      |
| 大井町       | 東京 都市圏 2662万4003人 | 東京 都市圏 2995万8231人 | 東京 都市圏 3093万8445人 | 東京 都市圏 3172万9844人 | 東京 都市圏 3334万0947人 | 東京 都市圏 3449万8979人 | 東京 都市圏 3530万3778人 | ふじみ野市      |
| 三郷市       | 東京 都市圏 2662万4003人 | 東京 都市圏 2995万8231人 | 東京 都市圏 3093万8445人 | 東京 都市圏 3172万9844人 | 東京 都市圏 3334万0947人 | 東京 都市圏 3449万8979人 | 東京 都市圏 3530万3778人 | 三郷市          |
| 蓮田市       | 東京 都市圏 2662万4003人 | 東京 都市圏 2995万8231人 | 東京 都市圏 3093万8445人 | 東京 都市圏 3172万9844人 | 東京 都市圏 3334万0947人 | 東京 都市圏 3449万8979人 | 東京 都市圏 3530万3778人 | 蓮田市          |
| 坂戸市       | 東京 都市圏 2662万4003人 | 東京 都市圏 2995万8231人 | 東京 都市圏 3093万8445人 | 東京 都市圏 3172万9844人 | 東京 都市圏 3334万0947人 | 東京 都市圏 3449万8979人 | 東京 都市圏 3530万3778人 | 坂戸市          |
| 幸手町       | 東京 都市圏 2662万4003人 | 東京 都市圏 2995万8231人 | 東京 都市圏 3093万8445人 | 東京 都市圏 3172万9844人 | 東京 都市圏 3334万0947人 | 東京 都市圏 3449万8979人 | 東京 都市圏 3530万3778人 | 幸手市          |
| 鶴ヶ島町     | 東京 都市圏 2662万4003人 | 東京 都市圏 2995万8231人 | 東京 都市圏 3093万8445人 | 東京 都市圏 3172万9844人 | 東京 都市圏 3334万0947人 | 東京 都市圏 3449万8979人 | 東京 都市圏 3530万3778人 | 鶴ヶ島市        |
| 日高町       | 東京 都市圏 2662万4003人 | 東京 都市圏 2995万8231人 | 東京 都市圏 3093万8445人 | 東京 都市圏 3172万9844人 | 東京 都市圏 3334万0947人 | 東京 都市圏 3449万8979人 | 日高 都市圏 5万6520人    | 日高市          |
| 吉川町       | 東京 都市圏 2662万4003人 | 東京 都市圏 2995万8231人 | 東京 都市圏 3093万8445人 | 東京 都市圏 3172万9844人 | 東京 都市圏 3334万0947人 | 東京 都市圏 3449万8979人 | 東京 都市圏              | 吉川市          |
| 白岡町       | 東京 都市圏 2662万4003人 | 東京 都市圏 2995万8231人 | 東京 都市圏 3093万8445人 | 東京 都市圏 3172万9844人 | 東京 都市圏 3334万0947人 | 東京 都市圏 3449万8979人 | 東京 都市圏              | 白岡市          |
| 伊奈町       | 東京 都市圏 2662万4003人 | 東京 都市圏 2995万8231人 | 東京 都市圏 3093万8445人 | 東京 都市圏 3172万9844人 | 東京 都市圏 3334万0947人 | 東京 都市圏 3449万8979人 | 東京 都市圏              | 伊奈町          |
| 三芳町       | 東京 都市圏 2662万4003人 | 東京 都市圏 2995万8231人 | 東京 都市圏 3093万8445人 | 東京 都市圏 3172万9844人 | 東京 都市圏 3334万0947人 | 東京 都市圏 3449万8979人 | 東京 都市圏              | 三芳町          |
| 毛呂山町     | 東京 都市圏 2662万4003人 | 東京 都市圏 2995万8231人 | 東京 都市圏 3093万8445人 | 東京 都市圏 3172万9844人 | 東京 都市圏 3334万0947人 | 毛呂山 都市圏 5万1591人  | 毛呂山 都市圏 4万8991人  | 毛呂山町        |
| 川島町       | 東京 都市圏 2662万4003人 | 東京 都市圏 2995万8231人 | 東京 都市圏 3093万8445人 | 東京 都市圏 3172万9844人 | 東京 都市圏 3334万0947人 | 東京 都市圏              | 東京 都市圏              | 川島町          |
| 鳩山村       | 東京 都市圏 2662万4003人 | 東京 都市圏 2995万8231人 | 東京 都市圏 3093万8445人 | 東京 都市圏 3172万9844人 | 東京 都市圏 3334万0947人 | 東京 都市圏              | 東京 都市圏              | 鳩山町          |
| 宮代町       | 東京 都市圏 2662万4003人 | 東京 都市圏 2995万8231人 | 東京 都市圏 3093万8445人 | 東京 都市圏 3172万9844人 | 東京 都市圏 3334万0947人 | 東京 都市圏              | 東京 都市圏              | 宮代町          |
| 杉戸町       | 東京 都市圏 2662万4003人 | 東京 都市圏 2995万8231人 | 東京 都市圏 3093万8445人 | 東京 都市圏 3172万9844人 | 東京 都市圏 3334万0947人 | 東京 都市圏              | 東京 都市圏              | 杉戸町          |
| 松伏町       | 東京 都市圏 2662万4003人 | 東京 都市圏 2995万8231人 | 東京 都市圏 3093万8445人 | 東京 都市圏 3172万9844人 | 東京 都市圏 3334万0947人 | 東京 都市圏              | 東京 都市圏              | 松伏町          |
| 北川辺町     | 東京 都市圏 2662万4003人 | 東京 都市圏 2995万8231人 | 東京 都市圏 3093万8445人 | 東京 都市圏 3172万9844人 | 東京 都市圏 3334万0947人 | 東京 都市圏              | 東京 都市圏              | 加須市          |
| 大利根町     | 東京 都市圏 2662万4003人 | 東京 都市圏 2995万8231人 | 東京 都市圏 3093万8445人 | 東京 都市圏 3172万9844人 | 東京 都市圏 3334万0947人 | 東京 都市圏              | 東京 都市圏              | 加須市          |
| 飯能市       | 飯能 都市圏 6万3900人    | 東京 都市圏 2995万8231人 | 東京 都市圏 3093万8445人 | 東京 都市圏 3172万9844人 | 東京 都市圏 3334万0947人 | 東京 都市圏              | 東京 都市圏              | 飯能市          |
| 名栗村       | 飯能 都市圏 6万3900人    | 東京 都市圏 2995万8231人 | 東京 都市圏 3093万8445人 | 東京 都市圏 3172万9844人 | 東京 都市圏 3334万0947人 | 東京 都市圏              | 東京 都市圏              | 飯能市          |
| 東松山市     | 東松山 都市圏 11万2367人 | 東京 都市圏 2995万8231人 | 東京 都市圏 3093万8445人 | 東京 都市圏 3172万9844人 | 東京 都市圏 3334万0947人 | 東京 都市圏              | 東京 都市圏              | 東松山市        |
| 滑川村       | 東松山 都市圏 11万2367人 | 東京 都市圏 2995万8231人 | 東京 都市圏 3093万8445人 | 東京 都市圏 3172万9844人 | 東京 都市圏 3334万0947人 | 東京 都市圏              | 東京 都市圏              | 滑川町          |
| 嵐山町       | 東松山 都市圏 11万2367人 | 東京 都市圏 2995万8231人 | 東京 都市圏 3093万8445人 | 東京 都市圏 3172万9844人 | 東京 都市圏 3334万0947人 | 東京 都市圏              | 東京 都市圏              | 嵐山町          |
| 吉見町       | 東松山 都市圏 11万2367人 | 東京 都市圏 2995万8231人 | 東京 都市圏 3093万8445人 | 東京 都市圏 3172万9844人 | 東京 都市圏 3334万0947人 | 東京 都市圏              | 東京 都市圏              | 吉見町          |
| 加須市       | 加須 都市圏 4万7586人    | 加須 都市圏 5万6379人    | 東京 都市圏 3093万8445人 | 東京 都市圏 3172万9844人 | 東京 都市圏 3334万0947人 | 東京 都市圏              | 東京 都市圏              | 加須市          |
| 越生町       | -                        | -                        | 東京 都市圏 3093万8445人 | 東京 都市圏 3172万9844人 | 東京 都市圏 3334万0947人 | 毛呂山 都市圏            | 毛呂山 都市圏            | 越生町          |
| 玉川村       | -                        | -                        | 東京 都市圏 3093万8445人 | 東京 都市圏 3172万9844人 | 東京 都市圏 3334万0947人 | -                        | 東京 都市圏              | ときがわ町      |
| 都幾川村     | -                        | -                        | -                        | -                        | -                        | -                        | 東京 都市圏              | ときがわ町      |
| 川里村       | -                        | -                        | -                        | -                        | 東京 都市圏              | 東京 都市圏              | 東京 都市圏              | 鴻巣市          |
| 行田市       | 行田 都市圏 7万3204人    | 行田 都市圏 8万7009人    | 行田 都市圏 8万6170人    | 行田 都市圏 8万6275人    | 東京 都市圏              | 東京 都市圏              | 東京 都市圏              | 行田市          |
| 南河原村     | 熊谷 都市圏 18万6859人   | 行田 都市圏 8万7009人    | 熊谷 都市圏 35万2936人   | 熊谷 都市圏 35万6995人   | 東京 都市圏              | 東京 都市圏              | 東京 都市圏              | 行田市          |
| 妻沼町       | 熊谷 都市圏 18万6859人   | 熊谷 都市圏 33万5763人   | 熊谷 都市圏 35万2936人   | 熊谷 都市圏 35万6995人   | 東京 都市圏              | 東京 都市圏              | 東京 都市圏              | 熊谷市          |
| 熊谷市       | 熊谷 都市圏 18万6859人   | 熊谷 都市圏 33万5763人   | 熊谷 都市圏 35万2936人   | 熊谷 都市圏 35万6995人   | 東京 都市圏              | 東京 都市圏              | 東京 都市圏              | 熊谷市          |
| 大里村       | 東松山 都市圏 11万2367人 | 熊谷 都市圏 33万5763人   | 熊谷 都市圏 35万2936人   | 熊谷 都市圏 35万6995人   | 東京 都市圏              | 東京 都市圏              | 東京 都市圏              | 熊谷市          |
| 江南村       | 熊谷 都市圏 18万6859人   | 熊谷 都市圏 33万5763人   | 熊谷 都市圏 35万2936人   | 熊谷 都市圏 35万6995人   | 東京 都市圏              | 東京 都市圏              | 東京 都市圏              | 熊谷市          |
| 川本町       | 熊谷 都市圏 18万6859人   | 熊谷 都市圏 33万5763人   | 熊谷 都市圏 35万2936人   | 熊谷 都市圏 35万6995人   | 東京 都市圏              | 東京 都市圏              | 東京 都市圏              | 深谷市          |
| 花園村       | -                        | 熊谷 都市圏 33万5763人   | 熊谷 都市圏 35万2936人   | 熊谷 都市圏 35万6995人   | 東京 都市圏              | 東京 都市圏              | 東京 都市圏              | 深谷市          |
| 深谷市       | 深谷 都市圏 8万2229人    | 熊谷 都市圏 33万5763人   | 熊谷 都市圏 35万2936人   | 熊谷 都市圏 35万6995人   | 東京 都市圏              | 東京 都市圏              | 東京 都市圏              | 深谷市          |
| 岡部町       | -                        | 熊谷 都市圏 33万5763人   | 熊谷 都市圏 35万2936人   | 熊谷 都市圏 35万6995人   | 東京 都市圏              | 東京 都市圏              | 東京 都市圏              | 深谷市          |
| 菖蒲町       | -                        | -                        | -                        | -                        | 東京 都市圏              | 東京 都市圏              | 東京 都市圏              | 久喜市          |
| 騎西町       | -                        | -                        | -                        | -                        | 東京 都市圏              | 東京 都市圏              | 東京 都市圏              | 加須市          |
| 小川町       | -                        | -                        | -                        | -                        | 東京 都市圏              | -                        | -                        | 小川町          |
| 東秩父村     | -                        | -                        | -                        | -                        | 東京 都市圏              | -                        | -                        | 東秩父村        |
| 羽生市       | 羽生 都市圏              | 羽生 都市圏              | 羽生 都市圏              | 羽生 都市圏              | 羽生 都市圏              | 東京 都市圏              | 東京 都市圏              | 羽生市          |
| 寄居町       | -                        | -                        | -                        | -                        | -                        | 東京 都市圏              | 東京 都市圏              | 寄居町          |

- 1982年4月1日：鳩山村が町制施行。
- 1983年6月1日：花園村が町制施行し花園町となる。
- 1984年11月3日：滑川村が町制施行。
- 1985年11月1日：江南村が町制施行し江南町となる。
- 1986年10月1日：幸手町が市制施行。
- 1991年9月1日：鶴ヶ島町が市制施行。
- 1991年10月1日：日高町が市制施行。
- 1996年4月1日：吉川町が市制施行。
- 2001年5月1日
  - 浦和市、大宮市、与野市が合併してさいたま市が発足。
  - 川里村が町制施行。
- 2002年4月1日：大里村が町制施行。
- 2005年1月1日：飯能市に名栗村を編入。
- 2005年4月1日：さいたま市に岩槻市を編入し、さいたま市岩槻区を設置。
- 2005年10月1日
  - 熊谷市、妻沼町、大里町が合併し熊谷市となる。
  - 春日部市、庄和町が合併して（新）春日部市が発足。
  - 鴻巣市に川里町、吹上町を編入。
  - 上福岡市、大井町が合併してふじみ野市が発足。
- 2006年1月1日
  - 深谷市、岡部町、川本町、花園町が合併し深谷市となる。
  - 南河原村が行田市へ編入する。
- 2006年2月1日：玉川村、都幾川村が合併してときがわ町が発足。
- 2007年2月13日：江南町が熊谷市へ編入する。
- 2010年3月23日
  - 久喜市、鷲宮町、栗橋町、菖蒲町が合併して（新）久喜市が発足。
  - 加須市、北川辺町、大利根町、騎西町が合併して（新）加須市が発足。
- 2011年10月11日：鳩ヶ谷市が川口市へ編入する。
- 2012年10月1日：白岡町が市制施行。

### 千葉県
- 10% 通勤圏に入っていない自治体は、各統計年の欄で灰色かつ「-」で示す。

| 自治体 ('80) | 1980年                   | 1990年                   | 1995年                   | 2000年                   | 2005年                   | 2010年                   | 2015年                   | 自治体 （現在） |
| ------------ | ------------------------ | ------------------------ | ------------------------ | ------------------------ | ------------------------ | ------------------------ | ------------------------ | --------------- |
| 千葉市       | 東京 都市圏 2662万4003人 | 東京 都市圏 2995万8231人 | 東京 都市圏 3093万8445人 | 東京 都市圏 3172万9844人 | 東京 都市圏 3334万0947人 | 東京 都市圏 3449万8979人 | 東京 都市圏 3530万3778人 | 千葉市          |
| 市川市       | 東京 都市圏 2662万4003人 | 東京 都市圏 2995万8231人 | 東京 都市圏 3093万8445人 | 東京 都市圏 3172万9844人 | 東京 都市圏 3334万0947人 | 東京 都市圏 3449万8979人 | 東京 都市圏 3530万3778人 | 市川市          |
| 船橋市       | 東京 都市圏 2662万4003人 | 東京 都市圏 2995万8231人 | 東京 都市圏 3093万8445人 | 東京 都市圏 3172万9844人 | 東京 都市圏 3334万0947人 | 東京 都市圏 3449万8979人 | 東京 都市圏 3530万3778人 | 船橋市          |
| 松戸市       | 東京 都市圏 2662万4003人 | 東京 都市圏 2995万8231人 | 東京 都市圏 3093万8445人 | 東京 都市圏 3172万9844人 | 東京 都市圏 3334万0947人 | 東京 都市圏 3449万8979人 | 東京 都市圏 3530万3778人 | 松戸市          |
| 野田市       | 東京 都市圏 2662万4003人 | 東京 都市圏 2995万8231人 | 東京 都市圏 3093万8445人 | 東京 都市圏 3172万9844人 | 東京 都市圏 3334万0947人 | 東京 都市圏 3449万8979人 | 東京 都市圏 3530万3778人 | 野田市          |
| 関宿町       | 東京 都市圏 2662万4003人 | 東京 都市圏 2995万8231人 | 東京 都市圏 3093万8445人 | 東京 都市圏 3172万9844人 | 東京 都市圏 3334万0947人 | 東京 都市圏 3449万8979人 | 東京 都市圏 3530万3778人 | 野田市          |
| 茂原市       | 東京 都市圏 2662万4003人 | 東京 都市圏 2995万8231人 | 東京 都市圏 3093万8445人 | 東京 都市圏 3172万9844人 | 東京 都市圏 3334万0947人 | 東京 都市圏 3449万8979人 | 東京 都市圏 3530万3778人 | 茂原市          |
| 成田市       | 東京 都市圏 2662万4003人 | 東京 都市圏 2995万8231人 | 東京 都市圏 3093万8445人 | 東京 都市圏 3172万9844人 | 東京 都市圏 3334万0947人 | 成田 都市圏 33万7076人   | 成田 都市圏 32万8796人   | 成田市          |
| 下総町       | 東京 都市圏 2662万4003人 | 東京 都市圏 2995万8231人 | 東京 都市圏 3093万8445人 | 東京 都市圏 3172万9844人 | 東京 都市圏 3334万0947人 | 成田 都市圏 33万7076人   | 成田 都市圏 32万8796人   | 成田市          |
| 大栄町       | 東京 都市圏 2662万4003人 | 東京 都市圏 2995万8231人 | 東京 都市圏 3093万8445人 | 東京 都市圏 3172万9844人 | 東京 都市圏 3334万0947人 | 成田 都市圏 33万7076人   | 成田 都市圏 32万8796人   | 成田市          |
| 佐倉市       | 東京 都市圏 2662万4003人 | 東京 都市圏 2995万8231人 | 東京 都市圏 3093万8445人 | 東京 都市圏 3172万9844人 | 東京 都市圏 3334万0947人 | 東京 都市圏 3449万8979人 | 東京 都市圏 3530万3778人 | 佐倉市          |
| 東金市       | 東京 都市圏 2662万4003人 | 東京 都市圏 2995万8231人 | 東京 都市圏 3093万8445人 | 東京 都市圏 3172万9844人 | 東京 都市圏 3334万0947人 | 東京 都市圏 3449万8979人 | 東京 都市圏 3530万3778人 | 東金市          |
| 習志野市     | 東京 都市圏 2662万4003人 | 東京 都市圏 2995万8231人 | 東京 都市圏 3093万8445人 | 東京 都市圏 3172万9844人 | 東京 都市圏 3334万0947人 | 東京 都市圏 3449万8979人 | 東京 都市圏 3530万3778人 | 習志野市        |
| 柏市         | 東京 都市圏 2662万4003人 | 東京 都市圏 2995万8231人 | 東京 都市圏 3093万8445人 | 東京 都市圏 3172万9844人 | 東京 都市圏 3334万0947人 | 東京 都市圏 3449万8979人 | 東京 都市圏 3530万3778人 | 柏市            |
| 沼南町       | 東京 都市圏 2662万4003人 | 東京 都市圏 2995万8231人 | 東京 都市圏 3093万8445人 | 東京 都市圏 3172万9844人 | 東京 都市圏 3334万0947人 | 東京 都市圏 3449万8979人 | 東京 都市圏 3530万3778人 | 柏市            |
| 市原市       | 東京 都市圏 2662万4003人 | 東京 都市圏 2995万8231人 | 東京 都市圏 3093万8445人 | 東京 都市圏 3172万9844人 | 東京 都市圏 3334万0947人 | 東京 都市圏 3449万8979人 | 東京 都市圏 3530万3778人 | 市原市          |
| 流山市       | 東京 都市圏 2662万4003人 | 東京 都市圏 2995万8231人 | 東京 都市圏 3093万8445人 | 東京 都市圏 3172万9844人 | 東京 都市圏 3334万0947人 | 東京 都市圏 3449万8979人 | 東京 都市圏 3530万3778人 | 流山市          |
| 八千代市     | 東京 都市圏 2662万4003人 | 東京 都市圏 2995万8231人 | 東京 都市圏 3093万8445人 | 東京 都市圏 3172万9844人 | 東京 都市圏 3334万0947人 | 東京 都市圏 3449万8979人 | 東京 都市圏 3530万3778人 | 八千代市        |
| 我孫子市     | 東京 都市圏 2662万4003人 | 東京 都市圏 2995万8231人 | 東京 都市圏 3093万8445人 | 東京 都市圏 3172万9844人 | 東京 都市圏 3334万0947人 | 東京 都市圏 3449万8979人 | 東京 都市圏 3530万3778人 | 我孫子市        |
| 鎌ケ谷市     | 東京 都市圏 2662万4003人 | 東京 都市圏 2995万8231人 | 東京 都市圏 3093万8445人 | 東京 都市圏 3172万9844人 | 東京 都市圏 3334万0947人 | 東京 都市圏 3449万8979人 | 東京 都市圏 3530万3778人 | 鎌ヶ谷市        |
| 浦安町       | 東京 都市圏 2662万4003人 | 東京 都市圏 2995万8231人 | 東京 都市圏 3093万8445人 | 東京 都市圏 3172万9844人 | 東京 都市圏 3334万0947人 | 東京 都市圏 3449万8979人 | 東京 都市圏 3530万3778人 | 浦安市          |
| 四街道町     | 東京 都市圏 2662万4003人 | 東京 都市圏 2995万8231人 | 東京 都市圏 3093万8445人 | 東京 都市圏 3172万9844人 | 東京 都市圏 3334万0947人 | 東京 都市圏 3449万8979人 | 東京 都市圏 3530万3778人 | 四街道市        |
| 袖ヶ浦町     | 東京 都市圏 2662万4003人 | 東京 都市圏 2995万8231人 | 東京 都市圏 3093万8445人 | 東京 都市圏 3172万9844人 | 東京 都市圏 3334万0947人 | 東京 都市圏 3449万8979人 | 東京 都市圏 3530万3778人 | 袖ケ浦市        |
| 八街町       | 東京 都市圏 2662万4003人 | 東京 都市圏 2995万8231人 | 東京 都市圏 3093万8445人 | 東京 都市圏 3172万9844人 | 東京 都市圏 3334万0947人 | 東京 都市圏 3449万8979人 | 東京 都市圏 3530万3778人 | 八街市          |
| 印西町       | 東京 都市圏 2662万4003人 | 東京 都市圏 2995万8231人 | 東京 都市圏 3093万8445人 | 東京 都市圏 3172万9844人 | 東京 都市圏 3334万0947人 | 東京 都市圏 3449万8979人 | 東京 都市圏 3530万3778人 | 印西市          |
| 白井町       | 東京 都市圏 2662万4003人 | 東京 都市圏 2995万8231人 | 東京 都市圏 3093万8445人 | 東京 都市圏 3172万9844人 | 東京 都市圏 3334万0947人 | 東京 都市圏 3449万8979人 | 東京 都市圏 3530万3778人 | 白井市          |
| 富里村       | 東京 都市圏 2662万4003人 | 東京 都市圏 2995万8231人 | 東京 都市圏 3093万8445人 | 東京 都市圏 3172万9844人 | 東京 都市圏 3334万0947人 | 成田 都市圏              | 成田 都市圏              | 富里市          |
| 大網白里町   | 東京 都市圏 2662万4003人 | 東京 都市圏 2995万8231人 | 東京 都市圏 3093万8445人 | 東京 都市圏 3172万9844人 | 東京 都市圏 3334万0947人 | 東京 都市圏              | 東京 都市圏              | 大網白里市      |
| 栄町         | 東京 都市圏 2662万4003人 | 東京 都市圏 2995万8231人 | 東京 都市圏 3093万8445人 | 東京 都市圏 3172万9844人 | 東京 都市圏 3334万0947人 | 成田 都市圏              | 成田 都市圏              | 栄町            |
| 神崎町       | 東京 都市圏 2662万4003人 | 東京 都市圏 2995万8231人 | 東京 都市圏 3093万8445人 | 東京 都市圏 3172万9844人 | 東京 都市圏 3334万0947人 | 成田 都市圏              | 成田 都市圏              | 神崎町          |
| 九十九里町   | 東京 都市圏 2662万4003人 | 東京 都市圏 2995万8231人 | 東京 都市圏 3093万8445人 | 東京 都市圏 3172万9844人 | 東京 都市圏 3334万0947人 | 東京 都市圏              | 東京 都市圏              | 九十九里町      |
| 成東町       | 東京 都市圏 2662万4003人 | 東京 都市圏 2995万8231人 | 東京 都市圏 3093万8445人 | 東京 都市圏 3172万9844人 | 東京 都市圏 3334万0947人 | 東京 都市圏              | 東京 都市圏              | 山武市          |
| 山武町       | 東京 都市圏 2662万4003人 | 東京 都市圏 2995万8231人 | 東京 都市圏 3093万8445人 | 東京 都市圏 3172万9844人 | 東京 都市圏 3334万0947人 | 東京 都市圏              | 東京 都市圏              | 山武市          |
| 一宮町       | 東京 都市圏 2662万4003人 | 東京 都市圏 2995万8231人 | 東京 都市圏 3093万8445人 | 東京 都市圏 3172万9844人 | 東京 都市圏 3334万0947人 | 東京 都市圏              | 東京 都市圏              | 一宮町          |
| 睦沢町       | 東京 都市圏 2662万4003人 | 東京 都市圏 2995万8231人 | 東京 都市圏 3093万8445人 | 東京 都市圏 3172万9844人 | 東京 都市圏 3334万0947人 | 東京 都市圏              | 東京 都市圏              | 睦沢町          |
| 長生村       | 東京 都市圏 2662万4003人 | 東京 都市圏 2995万8231人 | 東京 都市圏 3093万8445人 | 東京 都市圏 3172万9844人 | 東京 都市圏 3334万0947人 | 東京 都市圏              | 東京 都市圏              | 長生村          |
| 白子町       | 東京 都市圏 2662万4003人 | 東京 都市圏 2995万8231人 | 東京 都市圏 3093万8445人 | 東京 都市圏 3172万9844人 | 東京 都市圏 3334万0947人 | 東京 都市圏              | 東京 都市圏              | 白子町          |
| 長柄町       | 東京 都市圏 2662万4003人 | 東京 都市圏 2995万8231人 | 東京 都市圏 3093万8445人 | 東京 都市圏 3172万9844人 | 東京 都市圏 3334万0947人 | 東京 都市圏              | 東京 都市圏              | 長柄町          |
| 長南町       | 東京 都市圏 2662万4003人 | 東京 都市圏 2995万8231人 | 東京 都市圏 3093万8445人 | 東京 都市圏 3172万9844人 | 東京 都市圏 3334万0947人 | 東京 都市圏              | 東京 都市圏              | 長南町          |
| 岬町         | 東京 都市圏 2662万4003人 | 東京 都市圏 2995万8231人 | 東京 都市圏 3093万8445人 | 東京 都市圏 3172万9844人 | 東京 都市圏 3334万0947人 | 東京 都市圏              | -                        | いすみ市        |
| 印旛村       | -                        | 東京 都市圏 2995万8231人 | 東京 都市圏 3093万8445人 | 東京 都市圏 3172万9844人 | 東京 都市圏 3334万0947人 | 東京 都市圏              | 東京 都市圏              | 印西市          |
| 本埜村       | -                        | 東京 都市圏 2995万8231人 | 東京 都市圏 3093万8445人 | 東京 都市圏 3172万9844人 | 東京 都市圏 3334万0947人 | 東京 都市圏              | 東京 都市圏              | 印西市          |
| 多古町       | -                        | 東京 都市圏 2995万8231人 | 東京 都市圏 3093万8445人 | 東京 都市圏 3172万9844人 | 東京 都市圏 3334万0947人 | 成田 都市圏              | 成田 都市圏              | 多古町          |
| 芝山町       | -                        | 東京 都市圏 2995万8231人 | 東京 都市圏 3093万8445人 | 東京 都市圏 3172万9844人 | 東京 都市圏 3334万0947人 | 成田 都市圏              | 成田 都市圏              | 芝山町          |
| 夷隅町       | -                        | -                        | 東京 都市圏 3093万8445人 | 東京 都市圏 3172万9844人 | 東京 都市圏 3334万0947人 | 東京 都市圏              | -                        | いすみ市        |
| 栗源町       | -                        | -                        | 東京 都市圏 3093万8445人 | 東京 都市圏 3172万9844人 | 東京 都市圏 3334万0947人 | 成田 都市圏              | 成田 都市圏              | 香取市          |
| 酒々井町     | -                        | -                        | -                        | -                        | 東京 都市圏 3334万0947人 | 成田 都市圏              | 成田 都市圏              | 酒々井町        |
| 木更津市     | 君津 都市圏 24万4066人   | 木更津 都市圏 26万7093人 | 木更津 都市圏 27万0912人 | 木更津 都市圏 26万7626人 | 東京 都市圏 3334万0947人 | 東京 都市圏              | 東京 都市圏              | 木更津市        |
| 君津市       | 君津 都市圏 24万4066人   | 木更津 都市圏 26万7093人 | 木更津 都市圏 27万0912人 | 木更津 都市圏 26万7626人 | 東京 都市圏 3334万0947人 | 東京 都市圏              | 東京 都市圏              | 君津市          |
| 富津市       | 君津 都市圏 24万4066人   | 木更津 都市圏 26万7093人 | 木更津 都市圏 27万0912人 | 木更津 都市圏 26万7626人 | 東京 都市圏 3334万0947人 | 東京 都市圏              | 東京 都市圏              | 富津市          |
| 松尾町       | -                        | -                        | -                        | -                        | -                        | 東京 都市圏              | 東京 都市圏              | 山武市          |
| 蓮沼村       | -                        | -                        | -                        | -                        | -                        | 東京 都市圏              | 東京 都市圏              | 山武市          |
| 大原町       | -                        | -                        | -                        | -                        | -                        | 東京 都市圏              | -                        | いすみ市        |
| 小見川町     | -                        | -                        | -                        | -                        | -                        | 成田 都市圏              | 成田 都市圏              | 香取市          |
| 山田町       | -                        | -                        | -                        | -                        | -                        | 成田 都市圏              | 成田 都市圏              | 香取市          |
| 佐原市       | 佐原 都市圏              | 佐原 都市圏              | 佐原 都市圏              | 佐原 都市圏              | 東京 都市圏              | 成田 都市圏              | 成田 都市圏              | 香取市          |
| 御宿町       | -                        | -                        | -                        | -                        | -                        | 東京 都市圏              | -                        | 御宿町          |

- 1981年4月1日
  - 浦安町が市制施行。
  - 四街道町が市制施行。
- 1983年4月1日：睦沢村が町制施行。
- 1985年4月1日：富里村が町制施行。
- 1991年4月1日：袖ヶ浦町が市制施行。
- 1992年4月1日：八街町が市制施行。
- 1996年4月1日：印西町が市制施行。
- 2001年4月1日：白井町が市制施行。
- 2002年4月1日：富里町が市制施行。
- 2003年6月6日：野田市に関宿町を編入。
- 2005年3月28日：柏市に沼南町を編入。
- 2005年12月5日：夷隅町、大原町、岬町が合併し、いすみ市が発足。
- 2006年3月27日
  - 成田市に下総町、大栄町を編入。
  - 佐原市、小見川町、山田町、栗源町が合併し、香取市が発足。
  - 成東町、山武町、松尾町、蓮沼村が合併し、山武市が発足。
- 2010年3月23日：印西市に印旛村、本埜村を編入。
- 2013年1月1日：大網白里町が市制施行。

### 茨城県
- 10% 通勤圏に入っていない自治体は、各統計年の欄で灰色かつ「-」で示す。

| 自治体 ('80) | 1980年                   | 1990年                   | 1995年                   | 2000年                   | 2005年                   | 2010年                   | 2015年                   | 自治体 （現在） |
| ------------ | ------------------------ | ------------------------ | ------------------------ | ------------------------ | ------------------------ | ------------------------ | ------------------------ | --------------- |
| 五霞町       | -                        | -                        | -                        | -                        | 東京 都市圏              | 東京 都市圏              | 東京 都市圏              | 五霞町          |
| 三和町       | -                        | -                        | -                        | -                        | 古河 都市圏 19万5342人   | 古河 都市圏 21万7535人   | 古河 都市圏 21万2776人   | 古河市          |
| 総和町       | -                        | -                        | -                        | -                        | 古河 都市圏 19万5342人   | 古河 都市圏 21万7535人   | 古河 都市圏 21万2776人   | 古河市          |
| 古河市       | 東京 都市圏 2662万4003人 | 東京 都市圏 2995万8231人 | 東京 都市圏 3093万8445人 | 東京 都市圏 3172万9844人 | 古河 都市圏 19万5342人   | 古河 都市圏 21万7535人   | 古河 都市圏 21万2776人   | 古河市          |
| 龍ケ崎市     | 東京 都市圏 2662万4003人 | 東京 都市圏 2995万8231人 | 東京 都市圏 3093万8445人 | 東京 都市圏 3172万9844人 | 東京 都市圏 3334万0947人 | 東京 都市圏 3449万8979人 | 東京 都市圏 3530万3778人 | 龍ケ崎市        |
| 取手市       | 東京 都市圏 2662万4003人 | 東京 都市圏 2995万8231人 | 東京 都市圏 3093万8445人 | 東京 都市圏 3172万9844人 | 東京 都市圏 3334万0947人 | 東京 都市圏 3449万8979人 | 東京 都市圏 3530万3778人 | 取手市          |
| 藤代町       | 東京 都市圏 2662万4003人 | 東京 都市圏 2995万8231人 | 東京 都市圏 3093万8445人 | 東京 都市圏 3172万9844人 | 東京 都市圏 3334万0947人 | 東京 都市圏 3449万8979人 | 東京 都市圏 3530万3778人 | 取手市          |
| 守谷町       | 東京 都市圏 2662万4003人 | 東京 都市圏 2995万8231人 | 東京 都市圏 3093万8445人 | 東京 都市圏 3172万9844人 | 東京 都市圏 3334万0947人 | 東京 都市圏 3449万8979人 | 東京 都市圏 3530万3778人 | 守谷市          |
| 利根町       | 東京 都市圏 2662万4003人 | 東京 都市圏 2995万8231人 | 東京 都市圏 3093万8445人 | 東京 都市圏 3172万9844人 | 東京 都市圏 3334万0947人 | 東京 都市圏 3449万8979人 | 東京 都市圏 3530万3778人 | 利根町          |
| 河内村       | 東京 都市圏 2662万4003人 | 東京 都市圏 2995万8231人 | 東京 都市圏 3093万8445人 | 東京 都市圏 3172万9844人 | 東京 都市圏 3334万0947人 | 東京 都市圏 3449万8979人 | 東京 都市圏 3530万3778人 | 河内町          |
| 伊奈村       | 東京 都市圏 2662万4003人 | 東京 都市圏 2995万8231人 | 東京 都市圏 3093万8445人 | 東京 都市圏 3172万9844人 | 東京 都市圏 3334万0947人 | 東京 都市圏 3449万8979人 | 東京 都市圏 3530万3778人 | つくばみらい市  |
| 新利根村     | 東京 都市圏 2662万4003人 | 東京 都市圏 2995万8231人 | 東京 都市圏 3093万8445人 | 東京 都市圏 3172万9844人 | -                        | -                        | -                        | 稲敷市          |
| 牛久町       | 東京 都市圏 2662万4003人 | 東京 都市圏 2995万8231人 | 東京 都市圏 3093万8445人 | 東京 都市圏 3172万9844人 | つくば 都市圏 74万4106人 | つくば 都市圏 72万5858人 | つくば 都市圏 84万3402人 | 牛久市          |
| 茎崎村       | 東京 都市圏 2662万4003人 | 東京 都市圏 2995万8231人 | 東京 都市圏 3093万8445人 | 東京 都市圏 3172万9844人 | つくば 都市圏 74万4106人 | つくば 都市圏 72万5858人 | つくば 都市圏 84万3402人 | つくば市        |
| 筑波町       | 土浦 都市圏              | つくば 都市圏 14万2928人 | つくば 都市圏 52万2435人 | つくば 都市圏 55万5178人 | つくば 都市圏 74万4106人 | つくば 都市圏 72万5858人 | つくば 都市圏 84万3402人 | つくば市        |
| 谷田部町     | -                        | つくば 都市圏 14万2928人 | つくば 都市圏 52万2435人 | つくば 都市圏 55万5178人 | つくば 都市圏 74万4106人 | つくば 都市圏 72万5858人 | つくば 都市圏 84万3402人 | つくば市        |
| 大穂町       | -                        | つくば 都市圏 14万2928人 | つくば 都市圏 52万2435人 | つくば 都市圏 55万5178人 | つくば 都市圏 74万4106人 | つくば 都市圏 72万5858人 | つくば 都市圏 84万3402人 | つくば市        |
| 豊里町       | -                        | つくば 都市圏 14万2928人 | つくば 都市圏 52万2435人 | つくば 都市圏 55万5178人 | つくば 都市圏 74万4106人 | つくば 都市圏 72万5858人 | つくば 都市圏 84万3402人 | つくば市        |
| 桜村         | 桜 都市圏                | つくば 都市圏 14万2928人 | つくば 都市圏 52万2435人 | つくば 都市圏 55万5178人 | つくば 都市圏 74万4106人 | つくば 都市圏 72万5858人 | つくば 都市圏 84万3402人 | つくば市        |
| 谷和原村     | -                        | 水海道 都市圏 5万4258人  | 水海道 都市圏 5万6909人  | 水海道 都市圏 8万1145人  | 水海道 都市圏 5万7385人  | 東京 都市圏              | 東京 都市圏              | つくばみらい市  |
| 江戸崎町     | -                        | -                        | -                        | -                        | -                        | -                        | -                        | 稲敷市          |
| 東村         | -                        | -                        | -                        | -                        | -                        | -                        | -                        | 稲敷市          |
| 桜川村       | -                        | -                        | -                        | -                        | -                        | -                        | -                        | 稲敷市          |

- 1983年1月1日：茎崎村が町制施行。
- 1985年4月1日：伊奈村が町制施行。
- 1986年6月1日：牛久町が市制施行。
- 1987年11月30日：桜村、谷田部町、豊里町、大穂町が合併してつくば市が発足。
- 1988年1月31日：つくば市に筑波町を編入。
- 1996年6月1日
  - 河内村が町制施行。
  - 新利根村が町制施行。
- 1996年9月1日：東村が町制施行。
- 2002年11月1日：つくば市に茎崎町を編入。
- 2005年3月22日：江戸崎町、新利根町、桜川村、東町が合併して稲敷市が発足。
- 2005年3月28日：取手市に藤代町を編入。
- 2005年9月12日：古河市、総和町、三和町が合併して（新）古河市が発足。
- 2006年3月27日：伊奈町、谷和原村が合併してつくばみらい市が発足。

### 栃木県
| 自治体 ('80) | 1980年                   | 1990年                   | 1995年                   | 2000年                   | 2005年                   | 2010年                 | 2015年                 | 自治体 （現在） |
| ------------ | ------------------------ | ------------------------ | ------------------------ | ------------------------ | ------------------------ | ---------------------- | ---------------------- | --------------- |
| 野木町       | 東京 都市圏 2662万4003人 | 東京 都市圏 2995万8231人 | 東京 都市圏 3093万8445人 | 東京 都市圏 3172万9844人 | 東京 都市圏 3334万0947人 | 古河 都市圏 21万7535人 | 古河 都市圏 21万2776人 | 野木町          |

### 山梨県
- 10% 通勤圏に入っていない自治体は、各統計年の欄で灰色かつ「-」で示す。

| 自治体 ('80) | 1980年                   | 1990年                   | 1995年                   | 2000年                   | 2005年                   | 2010年                   | 2015年                   | 自治体 （現在） |
| ------------ | ------------------------ | ------------------------ | ------------------------ | ------------------------ | ------------------------ | ------------------------ | ------------------------ | --------------- |
| 上野原町     | 東京 都市圏 2662万4003人 | 東京 都市圏 2995万8231人 | 東京 都市圏 3093万8445人 | 東京 都市圏 3172万9844人 | 東京 都市圏 3334万0947人 | 東京 都市圏 3449万8979人 | 東京 都市圏 3530万3778人 | 上野原市        |
| 秋山村       | -                        | -                        | 東京 都市圏 3093万8445人 | 東京 都市圏 3172万9844人 | 東京 都市圏 3334万0947人 | 東京 都市圏 3449万8979人 | 東京 都市圏 3530万3778人 | 上野原市        |
| 丹波山村     | 青梅 都市圏 10万9970人   | -                        | 東京 都市圏 3093万8445人 | 東京 都市圏 3172万9844人 | 東京 都市圏 3334万0947人 | 東京 都市圏 3449万8979人 | -                        | 丹波山村        |

- 2005年2月13日：上野原町、秋山村が合併して上野原市が発足。